# Васьковичи (Чаусский район)
Ва́ськовичи (бел. Васькавічы) — деревня в составе Горбовичского сельсовета Чаусского района Могилёвской области Республики Беларусь.

## История
Упоминаются между 1598 и 1610 гг. как деревня Пропойской волости при при продаже имения Таймоново.
В 1865 году в составе Пропойской волости Быховского уезда Могилевской губернии. В 1913 году действовала школа.

## Население
- 2010 год — 141 человек